# Geneviève Clancy
Geneviève Clancy, född 21 januari 1937, död 11 oktober 2005, var en fransk poet och filosof.
Clancy var doktor och professor i filosofi och estetik vid Université Panthéon-Sorbonne. Hon var elev till Gilles Deleuze, med vilken hon författade De l'Esthétique de la Violence. Mycket av hennes poesi har haft ett ideologiskt innehåll.